# Seebecken

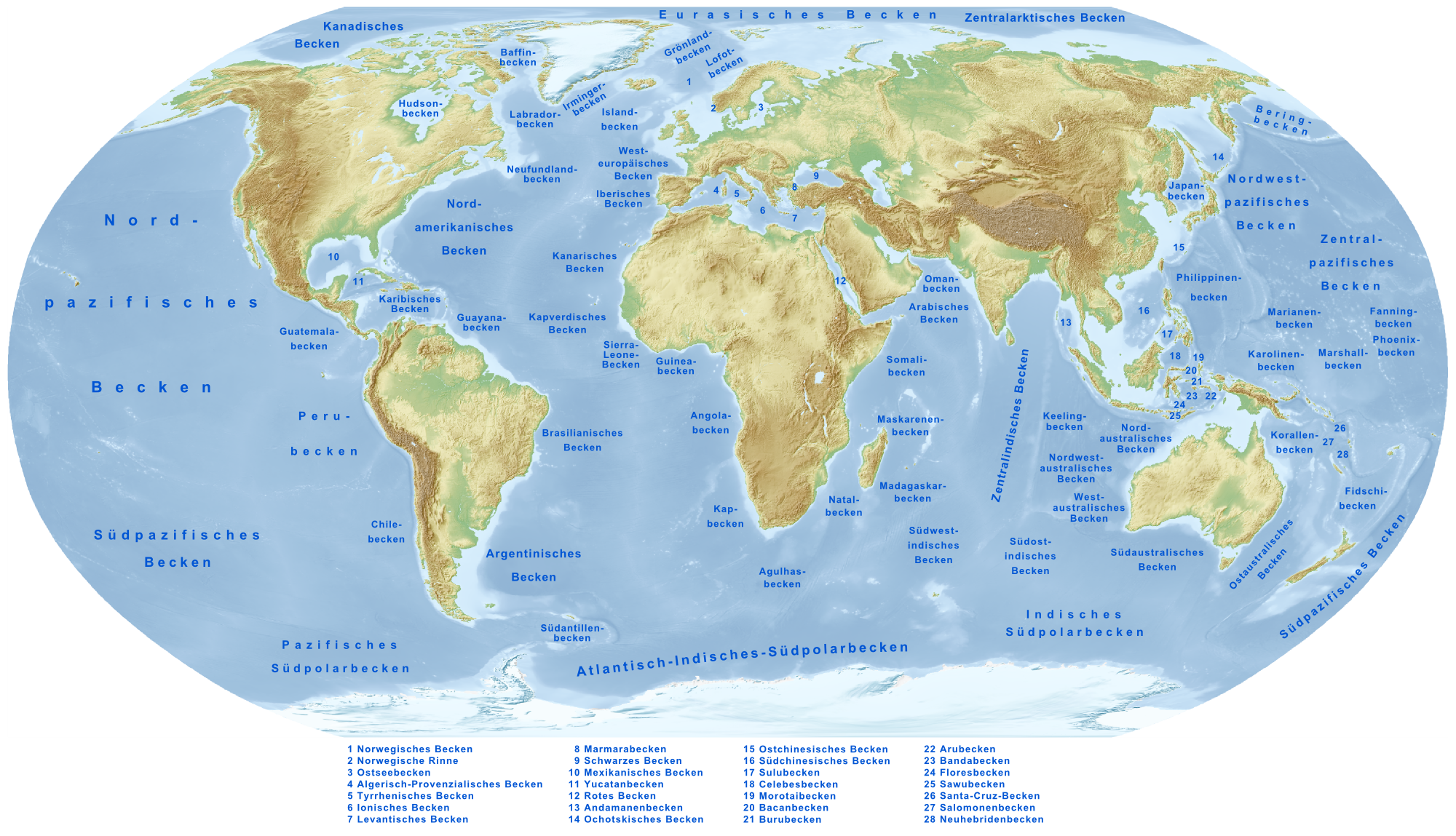
Karte der Seebecken

Seebecken oder Meeresbecken sind Teilbecken der großen, zwischen den Kontinenten liegenden Ozeanbecken. Bei einer mittleren Meerestiefe von 4000 Metern nennt man sie auch Abyssalebenen oder Tiefseebecken. Geologisch sind Seebecken dadurch gekennzeichnet, dass sie von ozeanischer Erdkruste unterlegt sind.
Seebecken werden von untermeerischen Schwellen (Meeresrücken) oder von Kontinentalschelfen (oder beidem) begrenzt. Innerhalb eines Meeresbeckens können kleinräumige Vertiefungen, die sogenannten Meerestiefs liegen. Zwischen Kontinentalschelf und Meeresbecken kann sich eine langgestreckte Tiefseerinne (Tiefseegraben) erstrecken. Meerestiefs und Tiefseerinnen (Tiefseegräben) sind bis zu 4000 m tiefer als die eigentlichen Seebecken. Es gibt aber auch Bereiche innerhalb eines Meeresbeckens, die eine geringere Tiefe aufweisen als die Becken selbst. Sind sie kleinräumig, werden sie als Tiefseeberg (engl.: seamounts) bezeichnet, erreichen sie größere Ausdehnungen, heißen sie untermeerische Plateaus.

## Seebecken und Tiefseebecken weltweit
Zu den Seebecken und Tiefseebecken der Ozeane und ihrer Nebenmeere gehören (alphabetisch sortiert):

### Arktischer Ozean
Zu den Seebecken des Arktischen Ozeans (Nordpolarmeer, Nördliches Eismeer, Arktische See oder Arktik) gehören:
- Eurasisches Becken (bis 5.449 m tief (Litketief); zwischen der Lomonossow-(Harris)-Schwelle im Norden, der Laptewsee im Osten, den Neusibirischen Inseln, der Linie Sewernaja Semlja–Spitzbergen im Süden und Grönland im Westen, wird durch den Gakkelrücken in das nördliche Amundsenbecken und das südliche Nansenbecken geteilt)
- Kanadisches Becken (bis 4.994 m tief; zwischen dem Fletcherrücken im Norden, den Königin-Elisabeth-Inseln im Osten, Kanada und Alaska im Süden, der Tschuktschensee im Südosten und der Tschuktschenschwelle im Westen)
- Zentralarktisches Becken (auch Makarowbecken, bis 3.290 m tief; zwischen der Lomonossow-(Harris)-Schwelle im Norden, der Ellesmere-Insel im Osten, dem Fletcherrücken im Süden und der Nahtstelle des Kanadischen- und des Zentralarktischen Beckens im Westen)

### Atlantischer Ozean
Zu den Seebecken des Atlantischen Ozeans (Atlantik) gehören:
- → Agulhasbecken (aus unten befindlichem Abschnitt Indischer Ozean)
- Algerisch-Provenzalisches Becken (bis 3.255 m tief; es liegt im Westen des Europäischen Mittelmeers zwischen Frankreich im Norden, Korsika und Sardinien im Osten, Algerien im Süden und Spanien im Westen; innerhalb dieses Beckens liegen die Balearen)
- Angolabecken [bis 5.841 m tief; zwischen der Guineaschwelle im Nordwesten, der in Afrika liegenden Niederguineaschwelle im Osten, dem Walfischrücken im Süden und der Insel St. Helena (hinter der sich der Südatlantische Rücken erhebt) im Westen]
- Argentinisches Becken [bis 6.202 m tief; zwischen der Rio Grande-Schwelle im Norden, dem Südatlantischen Rücken im Osten, Südgeorgien hinter dem bis 8.264 m tiefen (Meteortief) Süd-Sandwich-Graben im Südosten, den Falklandinseln im Südwesten und dem südamerikanischen Kontinent im Westen]
- Atlantisch-Indisches Südpolarbecken (bis 5.872 m tief; liegt an der Nahtstelle von Süd-Atlantik und Süd-Indik zwischen dem Südausläufer des Südatlantischen Rückens mit Bouvet und dem Atlantisch-Indischen-Rücken im Norden, dem Kerguelen-Gaußberg-Rücken im Osten, der Antarktis im Süden und den Südsandwichinseln im Westen; die zuletzt genannten Inseln befinden sich westlich des bis 8.264 m tiefen Süd-Sandwich-Grabens)
- Baffinbecken (bis 2.377 m tief; bildet das Zentrum der nordamerikanischen Baffin Bay; zwischen Grönland im Norden und Osten, der Davisstraße im Süden, der Baffininsel im Westen und den Königin-Elisabeth-Inseln im Nordwesten)
- Brasilianisches Becken (bis 6.537 m tief; besteht aus dem großen Nördlichen- und dem kleinen Südlichen Brasilianischen Becken; zwischen dem Südausläufer des Nordatlantischen Rückens im Norden, dem bis 7.730 m tiefen Romanchegraben im Nordosten, dem Nordausläufer des Südatlantischen Rückens im Osten, der Rio Grande-Schwelle im Süden und Brasilien im Westen); quer durch dieses Becken verläuft in West-Ost-Richtung die Trindadeschwelle mit Trindade
- Grönlandbecken [bis 4.846 m tief; liegt im Europäischen Nordmeer zwischen Spitzbergen im Nordosten, der Bäreninsel im Osten, dem Lofotbecken hinter der Island-Jan-Mayen-Schwelle im Südosten, dem Norwegischen Becken und Jan Mayen im Süden und der Dänemarkstraße im Südwesten und Grönland im Westen]
- Guineabecken (bis 5.695 m tief; zwischen der auf dem afrikanischen Kontinent liegenden Oberguineaschwelle im Norden und der Niederguineaschwelle im Osten, der Guineaschwelle im Südosten und dem Südatlantischen Rücken im Südwesten)
- Guyanabecken (bis 6.671 m tief; der Südausläufer des Nordamerikanischen Beckens; zwischen dem Nordamerikanischen Becken im Norden, dem Nordatlantischen Rücken im Osten, dem Nordosten von Südamerika im Süden und den Kleinen Antillen im Westen)
- Hudsonbecken (bis 218 m tief; bildet das Zentrum der nordamerikanischen Hudson Bay; liegt innerhalb des Kanadischen Schilds)
- Iberisches Becken (bis 5.925 m tief; zwischen der Biscayaschwelle im Norden, Portugal im Osten, der Azorenschwelle im Süden und dem Nordatlantischen Rücken im Westen; an der Nahtstelle der zwei zuletzt genannten Schwellen befinden sich die Azoren)
- Ionisches Becken [bis 5.267 m tief; tiefste Stelle im Europäischen Mittelmeer (Calypsotief) im Ionischen Meer zwischen Griechenland im Nordosten, der Insel Kreta und dem Levantischen Becken im Osten, Libyen im Süden, Sizilien im Westen und Süd-Italien im Nordwesten]
- Irmingerbecken (der Ostteil des Labradorbeckens zwischen der Dänemarkstraße im Norden, dem Reykjanesrücken im Osten und der Ostküste Grönlands)
- Islandbecken (bis 5.047 m tief; zwischen Island im Norden, dem Nordatlantischen Rücken im Westen und dem Westeuropäischen Becken im Südwesten)
- Kanarisches Becken (bis 6.407 m tief; besteht aus dessen kleinerem Nordbecken und dem größeren Südbecken; zwischen der Azorenschwelle im Norden, den Kanaren im Osten, der Kapverdenschwelle im Süden und dem Nordatlantischen Rücken im Westen; quer durch dieses Becken verläuft in West-Ost-Richtung die Kanarenschwelle, an deren Ostende sich die Kanaren erheben)
- Kapbecken (bis 5.415 m tief; zwischen dem Walfischrücken im Nordwesten, der Südspitze Afrikas im Nordosten und Osten, der Kapschwelle im Südosten, dem Atlantisch-Indischen-Rücken im Süden und dem Südatlantischen Rücken im Südwesten und Westen)
- Kapverdisches Becken (bis 7.292 m tief; zwischen der Kapverdenschwelle im Norden, den Kapverden im Osten, der Sierra-Leone-Schwelle im Südosten und dem Nordatlantischen Rücken im Südwesten und Westen)
- Karibisches Becken (bis 5.649 m tief; auch Venezolanisches Becken genannt; es liegt insbesondere im Ostteil des Karibischen Meeres; zwischen Hispaniola und Puerto Rico im Norden, den Kleinen Antillen im Osten und Südosten, dem Golf von Venezuela im Süden und dem Westteil der Karibik im Westen)
- Levantisches Becken [bis 4.517 m tief; beherbergt das Levantische Meer im östlichsten Teil des Europäischen Mittelmeers; begrenzt vom Zypern-Bogen im Norden, vom levantischen Schelf im Osten, vom ägyptischen Schelf im Süden und vom Mittelmeer-Rücken im Nordwesten und Westen; geologisch gegliedert in einen Westteil (Herodot-Becken, unterlagert von der mit 340 Millionen Jahren weltweit ältesten bekannten ozeanischen Kruste[1]) und einen Ostteil (Levantisches Becken im engeren Sinn), voneinander getrennt durch die Eratosthenes-Schwelle (Eratosthenes-Kontinentalblock, Eratosthenes-Seamount)]
- Labradorbecken (bis 4.459 m tief; zwischen Grönland im Norden, der Dänemarkstraße im Nordosten dem Nordatlantischen Rücken im Osten, dem Neufundlandbecken im Süden, Neufundland im Südosten und Labrador im Osten)
- Lofotbecken (bis 3.378 m tief; liegt im Europäischen Nordmeer zwischen der Bäreninsel im Norden, Norwegen im Osten, Südosten und Süden, der Jan-Mayen-Schwelle im Südwesten, Jan Mayen im Westen und dem Grönlandbecken im Nordwesten)
- Marmarabecken (bis 1.355 m tief; bildet das Zentrum des eurasischen Marmarameeres)
- Mexikanisches Becken (bis 4.375 m tief; es liegt im zentralen Golf von Mexiko)
- Neufundlandbecken (bis 5.883 m tief; zwischen dem Labradorbecken im Norden, dem Nordatlantischen Rücken im Osten, dem Nordamerikanischen Becken im Südwesten und Neufundland im Westen)
- Nordamerikanisches Becken [bis 6.995 m tief; es umfasst etwa die Sargassosee mit den Bermudas; zwischen Neufundland im Norden, dem Neufundlandbecken im Nordosten, dem Nordatlantischen Rücken im Osten Puerto Rico hinter dem etwa 8.400 m tiefen Puerto-Rico-Graben (Milwaukeetief = tiefste Stelle des Atlantiks) im Süden, den Bahamas im Südwesten und Nordamerika im Westen]
- Norwegische Rinne (bis 725 m tief; enthält die tiefste Stelle der Nordsee im Skagerrak; zwischen Süd-Norwegen im Norden, der schwedischen Küste im Osten, dem Kattegat im Südosten, der dänischen Doppelinsel Vendsyssel/Thy im Süden, der eigentlichen Nordsee im Westen und dem Norwegischen Becken im Nordwesten)
- Norwegisches Becken (bis 4.020 m tief; liegt im Europäischen Nordmeer zwischen dem Grönlandbecken im Norden, der Jan-Mayen-Schwelle im Nordosten, Norwegen im Osten, der Nordsee und den Shetlandinseln im Süden, Färöer im Südwesten, Island im Westen und Jan Mayen im Nordwesten)
- Ostseebecken [bis 459 m tief (Landsorttief: 459 m; Gotlandtief: 249 m); zwischen der schwedischen Ostküste bei Stockholm im Nordwesten und Westen und der estnisch-lettischen Küste im Osten und Südosten; Gotland liegt innerhalb dieses Beckens]
- Schwarzes Becken (bis 2.244 m tief; bildet das Zentrum des eurasischen Schwarzen Meeres)
- Sierra-Leone-Becken (bis 6.040 m tief; zwischen der sich auf dem afrikanischen Kontinent anschließenden Oberguineaschwelle im Nordosten, der Liberiaschwelle im Osten, dem Nordausläufer vom Südatlantischen Rücken und dem bis 7.730 m tiefen Romanchegraben im Süden, dem Südausläufer vom Nordatlantischen Rücken im Südwesten und der Sierra-Leone-Schwelle im Westen)
- Südantillenbecken (bis 7.756 m tief; zwischen den Falklandinseln im Nordwesten, Südgeorgien im Norden, den Südsandwichinseln im Osten, den Südlichen Orkneyinseln im Süden, der Westantarktis im Südwesten, dem Pazifischen Südpolarbecken im Westen und der Südspitze des südamerikanischen Kontinents im Nordwesten)
- Tyrrhenisches Becken (bis 3.758 m tief; es liegt im Europäischen Mittelmeer bzw. im Tyrrhenischen Meer zwischen Italien im Norden und Osten, Sizilien im Süden, Tunesien im Südosten und Korsika und Sardinien im Westen)
- Venezolanisches Becken (siehe Karibisches Becken)
- Westeuropäisches Becken (bis 6.325 m tief; zwischen dem Islandbecken im Nordwesten, Irland und Großbritannien im Nordosten, Nord-Spanien im Südosten, der Biscayaschwelle im Süden und dem Nordatlantischen Rücken im Westen)
- Yucatanbecken (bis 4.901 m tief; liegt im Nordwesten des Karibischen Meeres; zwischen Yucatán im Nordwesten, Kuba im Nordosten, Jamaika im Südosten, Honduras im Südwesten und Belize im Westen; im Südosten grenzt der bis 7.680 m tiefe Kaimangraben an)

### Indischer Ozean
Zu den Seebecken des Indischen Ozeans (Indik) gehören:
- Agulhasbecken (bis 5.742 m tief; zwischen dem Kap Agulhas an der Südspitze von Afrika im Norden, der Crozetschwelle im Osten, dem Atlantisch-Indischen Rücken im Süden und der Kapschwelle im Westen)
- Andamanenbecken (bis 4.198 m tief; zwischen Myanmar im Norden, Thailand im Osten, Sumatra im Süden, den Nikobaren im Südwesten und den Andamanen im Westen)
- Arabisches Becken (bis 5.875 m tief; zwischen der Arabischen Halbinsel im Nordwesten, Indien im Nordosten, den Lakkadiven und den Malediven im Osten bzw. Südosten und dem Carlsbergrücken im Westen)
- Atlantisch-Indisches-Südpolarbecken (siehe oben bei Atlantik)
- Indisches Südpolarbecken (bis 5.455 m tief; auch Östlich-Indisches Südpolarbecken bzw. Indisch-Antarktisches Becken genannt; zwischen der Macquarieschwelle im Nordosten und Osten, der Antarktis im Süden, dem Kerguelen-Gaußberg-Rücken im Westen und dem Südausläufer des Zentralindischen Rückens im Norden)
- Keelingbecken (bis 6.335 m tief; zwischen Sumatra im Norden, Java hinter dem bis 7.290 m tiefen Sundagraben im Nordosten, der Weihnachtsinsel im Osten, den Kokosinseln und dem Westteil des Nordwestaustralischen Beckens im Süden und der Bengalischen Schwelle im Westen und Nordwesten)
- Madagaskarbecken (bis 6.400 m tief; zwischen dem Maskarenenbecken und dem Maskarenenrücken mit den südlichen Maskarenen im Norden, dem Zentralindischen Rücken im Nordosten, dem Südwestindischen Becken im Südosten, der Crozetschwelle im Süden, dem Natalbecken im Südwesten und dem Südteil der Insel Madagaskar im Nordwesten)
- Maskarenenbecken (bis 5.322 m tief; zwischen den Seychellen im Norden, den Maskarenen auf dem Maskarenenrücken im Osten, dem Madagaskarbecken im Süden und Madagaskar im Westen)
- Natalbecken (bis 5.779 m tief; zwischen Madagaskar im Norden, dem Madagaskarbecken im Nordosten, dem Südwestindischen Becken im Osten, den Prinz-Edward-Inseln (Crozetschwelle) im Süden, dem Agulhasbecken im Südwesten und dem Südlichen Afrika im Westen)
- Nordaustralisches Becken [bis 6.840 m tief (Berlintief); zwischen Sumbawa und Sumba hinter dem bis 7.290 m tiefen Sundagraben im Norden, der Timorsee im Osten, dem nordwestlichen Australien im Südosten und Süden, dem Nordwestaustralischen Becken im Südwesten und der Weihnachtsinsel im Westen]
- Nordwestaustralisches Becken [bis 7.001 m tief; zwischen der Weihnachtsinsel und dem hinter dem bis 7.290 m tiefen Sundagraben liegenden Java im Norden, dem Nordaustralischen Becken im Nordosten, dem westlichen Australien im Osten, dem Westaustralischen Becken im Südosten, dem K XVIII-Rücken im Süden, dem südlichen Teil des Zentralindischen Beckens und der Bengalischen Schwelle im Westen und dem Keelingbecken sowie den Kokosinseln im Nordwesten]
- Omanbecken (bis 4.122 m tief; der Nordwestteil des Arabischen Beckens; dieses Becken umfasst den Golf von Oman und die der Ostküste des Omans vorgelagerten Seebereiche des Indiks)
- Östlich-Indisches Südpolarbecken (siehe Indisches Südpolarbecken)
- Rotes Becken (bis 2.604 m tief; bildet das Zentrum des Roten Meeres)
- Somalibecken (bis 5.825 m tief; zwischen den Sokotra-Inseln im Norden, dem Carlsbergrücken im Osten, den Seychellen im Süden und dem Horn von Afrika im Nordwesten)
- Südaustralisches Becken [bis 5.998 m tief (Jeffreytief); zwischen Australien im Norden, Tasmanien im Osten, der Tasmanschwelle im Südosten, der Macquarieschwelle im Süden, dem südöstlichsten Ausläufer – Südindischer Rücken – des Zentralindischen Rückens im Südwesten und dem Südostindischen Becken im Westen]
- Südostindisches Becken [bis 7.100 m tief (Dordrechttief = tiefste Stelle der Diamantina Fracture Zone[2]); zwischen dem Westaustralischen Becken im Norden, dem südöstlichen Australien im Nordosten, dem Südaustralischen Becken im Osten, dem Südindischen Rücken im Süden, dem Zentralindischen Rücken im Südwesten und dem K XVIII-Rücken im Nordwesten]
- Südwestindisches Becken (bis 5.605 m tief; zwischen dem Madagaskarbecken im Norden, dem Zentralindischen Rücken im Norden und Osten, den Kerguelen im Südosten und den Crozetinseln im Südwesten)
- Westaustralisches Becken [bis 5.850 m tief; zwischen dem Nordwestaustralischen Becken im Nordwesten und Norden, dem westlichen Australien im Osten, dem Südostindischen Becken im Süden und dem K XVIII-Rücken im Westen]
- Zentralindisches Becken (bis 5.386 m tief; zwischen Sri Lanka im Norden, der Bengalischen Schwelle im Osten, dem K XVIII-Rücken im Südosten, dem Zentralindischen Rücken im Südwesten und Westen und dem Tschagosrücken mit Tschagos, den Malediven und den Lakkadiven im Nordwesten)

### Pazifischer Ozean
Zu den Seebnecken des Pazifischen Ozeans (Pazifik, Stiller Ozean oder Großer Ozean) gehören:
- Aleutenbecken (siehe Beringbecken)
- Arubecken (bis 3.680 m tief; liegt im Norden der Arafurasee zwischen dem indonesischen Teil der Insel Neuguinea im Norden, den Aru-Inseln im Osten, der eigentlichen Arafurasee im Süden, den Tanimbarinseln im Südwesten und den Kei-Inseln (Kai-Inseln) im Westen)
- Bacanbecken (bis 4.972 m tief; liegt im Malaiischen Archipel in der Molukkensee zwischen dem Ostausläufer von Sulawesi im Westen, dem Nordostausläufer dieser Insel im Nordwesten, Bacan im Nordosten und Osten, Obi im Südosten, der Seramsee und den Sula-Inseln im Süden und Peleng im Südwesten)
- Bandabecken (bis 5.801 m tief; besteht aus dem bis 5.801 m tiefen Nord-Bandabecken und dem bis 5.400 m tiefen Süd-Bandabecken; an letzteren grenzt im Osten die bis 7.440 m tiefe Webertief an; liegt im Malaiischen Archipel in der Bandasee zwischen Sulawesi im Nordwesten, Seram im Nordosten, den Tanimbarinseln im Südosten und Timor im Süden)
- Beringbecken (auch Aleutenbecken genannt; bis 4.096 m tief; bildet insbesondere den Aleuten vorgelagerten Südteil des Beringmeeres)
- Burubecken (bis 5.318 m tief; liegt im Malaiischen Archipel der Seramsee zwischen Obi im Norden, Misool im Osten, Seram im Süden, Buru im Südwesten und den Sula-Inseln im Westen)
- Celebesbecken (bis 6.218 m tief; auch Sulawesibecken genannt; umfasst die Celebessee im Malaiischen Archipel zwischen dem philippinischen Sulu-Archipel und Mindanao im Norden, den Sangihe-Inseln im Osten, dem indonesischen Sulawesi im Süden und der zum zuletzt genannten Staat gehörenden Ostküste von Borneo im Westen)
- Chilebecken (bis 5.470 m tief; zwischen der Nazcaschwelle im Nordwesten, dem Atacamagraben im Nordosten und Osten und dem Juan-Fernández-Rücken im Südwesten)
- Fanningbecken (bis 8.584 m tief; ein südlicher Teil des Nordpazifischen Beckens; zwischen dem Markus-Neckar-Rücken im Norden, zum Beispiel dem Johnston-Atoll und der Fanning-Insel auf dem Fanningrücken im Osten, den Gesellschaftsinseln im Südosten, den Cookinseln im Süden, Samoa und den Phönix-Inseln im Südwesten und den Marshallinseln im Nordwesten; im Nordwesten dieses Beckens liegt der bis 7.315 m tiefe Marshallgraben östlich der gleichnamigen Inseln und im mittleren Teil des Beckens liegt der gleich tiefe Phoenixgraben)
- Fidschibecken [bis 6.150 m tief; besteht aus dem bis 6.150 m tiefen Nord-Fidschibecken und dem bis 5.303 m tiefen Süd-Fidschibecken (an letzteres grenzt im Nordwesten der Fidschigraben an, der ebenfalls bis 6.150 m tief ist), die nördlich und südlich der Hunterschwelle liegen; zwischen dem Südausläufer des Nordpazifischen Beckens im Norden, den Elliceinseln im Nordosten, Fidschi im Osten, den Kermadecinseln auf dem Kermadec-Tonga-Rücken im Südosten, der Nordinsel von Neuseeland im Süden, der Neukaledonische Schwelle im Südosten, Vanuatu im Westen und den Santa-Cruz-Inseln im Nordwesten]
- Floresbecken (bis 6.961 m tief; liegt im Malaiischen Archipel in der Floressee zwischen Sulawesi im Norden, dem Bandabecken im Osten Flores im Süden, Sumbawa im Südwesten und der Javasee im Westen)
- Guatemalabecken (bis 6.276 m tief; Teil des Zentralpazifischen Beckens; liegt südwestlich des bis 6.662 m tiefen Mittelamerikagrabens, hinter dem die Pazifik-Küste von zum Beispiel Mexiko, Guatemala, El Salvador, Nicaragua und Costa Rica liegt)
- Japanbecken (bis 4.225 m tief; zwischen Russland im Norden; Japan im Osten und Süden und der Koreanischen Halbinsel im Westen)
- Karolinenbecken (bis 6.950 m tief; besteht aus den durch die Neuguineaschwelle geteilten West- und Ostkarolinenbecken; zwischen den Karolinen im Norden, den Marshallinseln im Nordosten, den Kiribati im Osten, Tuvalu und Fidschi im Südosten, den Santa-Cruz-Inseln und Salomonen, Neubritannien und Neuguinea im Süden, dem Morotaibecken im Südwesten, den Palau-Inseln hinter dem bis 8.138 m tiefen Palaugraben im Westen und den Ngulu- und Yap-Inseln hinter dem bis 8.597 m tiefen Yapgraben im Nordwesten)
- Korallenbecken (bis 4.718 m tief; es liegt östlich des Great Barrier Reef zwischen dem Ostende von Neuguinea im Norden, dem Salomonenbecken im Nordosten, dem Neuhebridenbecken im Osten, Neukaledonien im Südosten, dem Ostaustralischen Becken im Süden und Australien im Südwesten und Westen)
- Marianenbecken [bis 6.674 m tief; ein Teil des Nordpazifischen Beckens; es liegt zwischen der Marcusinsel im Norden, der Wake-Insel im Nordosten, den Marshallinseln und dem Marshallbecken im Südosten, den Karolinen im Süden und den Marianen hinter dem bis 11.034 m tiefen Marianengraben (Witjastief 1 = tiefste Stelle des Pazifiks und des Weltmeeres) im Westen]
- Marshallbecken (bis 5.634 m tief; zwischen den Marshallinseln im Norden, den Gilbert-Inseln im Osten, dem Nord-Fidschibecken im Südosten, den Salomonen im Südwesten und den Karolinen im Westen)
- Morotaibecken (bis 4.930 m tief; zwischen Morotai im Nordwesten, dem bis 10.540 m tiefen Philippinengraben (Galatheatief) im Norden, dem Westkarolinenbecken im Nordosten und Osten, Waigeo im Südosten und Halmahera im Südwesten)
- Neuhebridenbecken (bis 6.765 m tief; zwischen dem bis 7.388 m tiefen Santa-Cruz-Graben hinter dem Santa-Cruz-Becken im Norden, den Santa-Cruz-Inseln im Nordosten, Vanuatu im Osten, dem Fidschibecken hinter dem bis 7.570 m tiefen Neuhebridengraben im Süden, Neukaledonien im Südwesten und dem Korallenbecken im Westen)
- Nord-Fidschibecken (bis 6.150 m tief; siehe Fidschibecken)
- Nordpazifisches Becken[3] (bis 7.407 m tief; teils auch Nordpazifisches Großbecken genannt; umfasst nahezu den gesamten Nord-Pazifik und reicht in Richtung Süden bis über den Äquator; es liegt zwischen den Aleuten hinter dem bis 7.678 m tiefen Aleutengraben im Norden, Nordamerika im Nordosten und Osten, dem Zentralpazifischen Becken und der Fanning-Insel im Südosten, den Phönix-Inseln im Süden, den Elliceinseln und den Gilbert-Inseln im Südwesten, den Marshallinseln und der auf dem Marcus-Necker-Rücken liegenden Wakeinsel im Westen und dem Nordwestpazifischen Rücken im Nordwesten; die zentrale Inselgruppe sind die Hawaii-Inseln)
- Nordpazifisches Großbecken (bis 7.407 m tief; siehe Nordpazifisches Becken)
- Nordwestpazifisches Becken [bis 7.276 m tief; zwischen den Kurilen hinter dem bis 10.542 m tiefen Kurilengraben (Witjastief 3) im Nordwesten, Kamtschatka im Norden, dem Nordwestpazifischen Rücken im Osten, dem Marcus-Necker-Rücken im Süden und Japan hinter dem bis 10.554 m tiefen Japangraben (Ramapotief) im Westen]
- Ochotskisches Becken (bis 5.210 m tief; bildet insbesondere den Kurilen vorgelagerten Südteil des Ochotskischen Meeres)
- Ostaustralisches Becken (bis 5.943 m tief (Thomsontief); wird teils auch Tasmanbecken genannt; zwischen dem Korallenbecken im Norden, dem Neuseelandrücken im Osten, der Südinsel von Neuseeland im Südosten, der Tasmanschwelle im Südwesten und Tasmanien sowie Australien im Westen)
- Ostchinesisches Becken (bis 2.719 m tief; bildet insbesondere den Ryūkyū-Inseln vorgelagerten Südteil des Ostchinesischen Meeres)
- Ostkarolinenbecken (bis 6.950 m tief; siehe Karolinenbecken)
- Ostpazifisches Südpolarbecken (siehe nachfolgend Pazifisches Südpolarbecken)
- Pazifisches Südpolarbecken (bis 5.399 m tief; zwischen dem Südausläufer des Ostpazifischen Rückens im Norden, der Osterschwelle und der Südspitze von Südamerika im Nordosten, dem bereits zum Atlantik gehörenden Südantillenbecken im Osten, der Westantarktis im Südosten, der eigentlichen Antarktis im Süden und dem Südpazifischen Rücken im Westen und Nordwesten)
- Perubecken (bis 5.298 m tief; zwischen den Galápagos-Inseln im Norden, dem mittleren Norden von Südamerika im Nordosten, dem Juan-Fernández-Rücken mit den Juan-Fernández-Inseln und San Félix sowie dem bis 8.064 m tiefen Atacamagraben im Osten, der Osterschwelle im Süden und dem Ostpazifischen Rücken im Westen)
- Philippinenbecken (bis 7.559 m tief; zwischen Japan im Norden, den Vulkan-Inseln und den Marianen im Osten, den Palau-Inseln im Süden, den Philippinen hinter dem bis 10.540 m tiefen Philippinengraben (Galatheatief) im Westen und Taiwan und den Ryūkyū-Inseln hinter dem bis 7.507 m tiefen Ryukyu-Graben im Nordwesten)
- Phoenixbecken (bis 7.589 m tief; der südlichste Teil des Nordpazifischen Beckens; geht im Norden in das Fanningbecken über und liegt zwischen der Howlandinsel im Nordosten, den Phönix-Inseln und den Tokelau-Atollen im Osten, Samoa im Südosten, den Elliceinseln im Südwesten und den Gilbert-Inseln im Westen)
- Salomonenbecken (bis 5.419 m tief, zwischen den Salomon-Inseln im (Nord-)Osten, dem Neuhebridenbecken im Südosten, dem Korallenbecken im Süden und Australien im Südwesten, dem Ostende von Neuguinea im Westen und Neubritannien im Nordwesten; teil dieses Beckens ist die 9.142 m tiefe Planettief im Neupommern-Bougainville-Graben)
- Santa-Cruz-Becken (bis 4.690 m tief; zwischen den Salomon-Inseln hinter dem bis 7.388 m tiefen Santa-Cruz-Graben im Nordwesten, den Santa-Cruz-Inseln auf dem Neuhebridenrücken im Osten, dem Neuhebridenbecken im Süden und dem Korallenbecken im Westen)
- Sawubecken (bis 3.497 m tief; in der Sawusee; zwischen Flores im Norden, Timor im Osten, Sawu im Süden und Sumba im Westen)
- Südchinesisches Becken (bis 5.559 m tief; liegt im Südchinesischen Meer zwischen der China im Norden, Taiwan im Nordosten, den Philippinen im Osten, Brunei und Malaysia im Süden und Vietnam im Westen)
- Süd-Fidschibecken (bis 5.303 m tief; siehe Fidschibecken)
- Südpazifisches Becken (bis 6.250 m tief; teils auch Südpazifisches Großbecken genannt; umfasst nahezu den gesamten Südwest-Pazifik zwischen den Cookinseln im Norden, den Tubuai-Inseln im Nordosten, dem Ostpazifischen Rücken im Osten, dem Südpazifischen Rücken und die 8.582 m tiefe Byrdtief im Süden, Neuseeland im Südwesten und den Kermadecinseln und den Tonga-Inseln hinter dem bis 10.047 m tiefen Kermadecgraben und dem bis 10.882 m tiefen Tongagraben (Witjastief 2) auf dem Kermadec-Tonga-Rücken im Westen)
- Südpazifisches Großbecken (bis 6.245 m tief; siehe Südpazifisches Becken)
- Sulawesibecken (siehe Celebesbecken)
- Sulubecken (bis 7.022 m tief; umfasst die Sulusee im Malaiischen Archipel zwischen den philippinischen Inseln Palawan im Nordwesten, Panay und Mindoro im Norden, Negros und Mindanao im Osten sowie dem Sulu-Archipel im Süden und der zu Malaysia gehörenden Nordostküste von Borneo im Südwesten)
- Tasmanbecken (siehe Ostaustralisches Becken)
- Westkarolinenbecken (bis 5.798 m tief; siehe Karolinenbecken)
- Zentralpazifisches Becken[3] (bis 7.022 m tief; teils auch Zentralpazifisches Großbecken genannt; umfasst nahezu den gesamten Mittel-Pazifik zwischen dem Nordpazifischen Becken im Nordwesten, Mexiko und großen Teilen von Mittelamerika hinter dem bis 6.662 m tiefen Mittelamerikagraben im Nordosten, dem Ostpazifischen Rücken im Südosten, dem Tuamotu-Archipel im Südwesten und zum Beispiel der Fanning-Insel auf dem Fanningrücken im Westen)
- Zentralpazifisches Großbecken (bis 7.022 m tief; siehe Zentralpazifisches Becken)

### Südlicher Ozean
Zu den Seebecken des Südlichen Ozeans (Südpolarmeer, Südliches Eismeer, Antarktischer Ozean oder Antarktik), den traditionell dem Atlantik, Indik und Pazifik zugerechneten Meeresregionen südlich von 60° südlicher Breite, gehören diese Seebecken:
- → Atlantisch-Indisches-Südpolarbecken (aus obigem Abschnitt Atlantischer Ozean)
- → Indisches Südpolarbecken (aus obigem Abschnitt Indischer Ozean)
- → Südantillenbecken (aus obigem Abschnitt Atlantischer Ozean)
- → Pazifisches Südpolarbecken (aus obigem Abschnitt Pazifischer Ozean)